# 공원도로

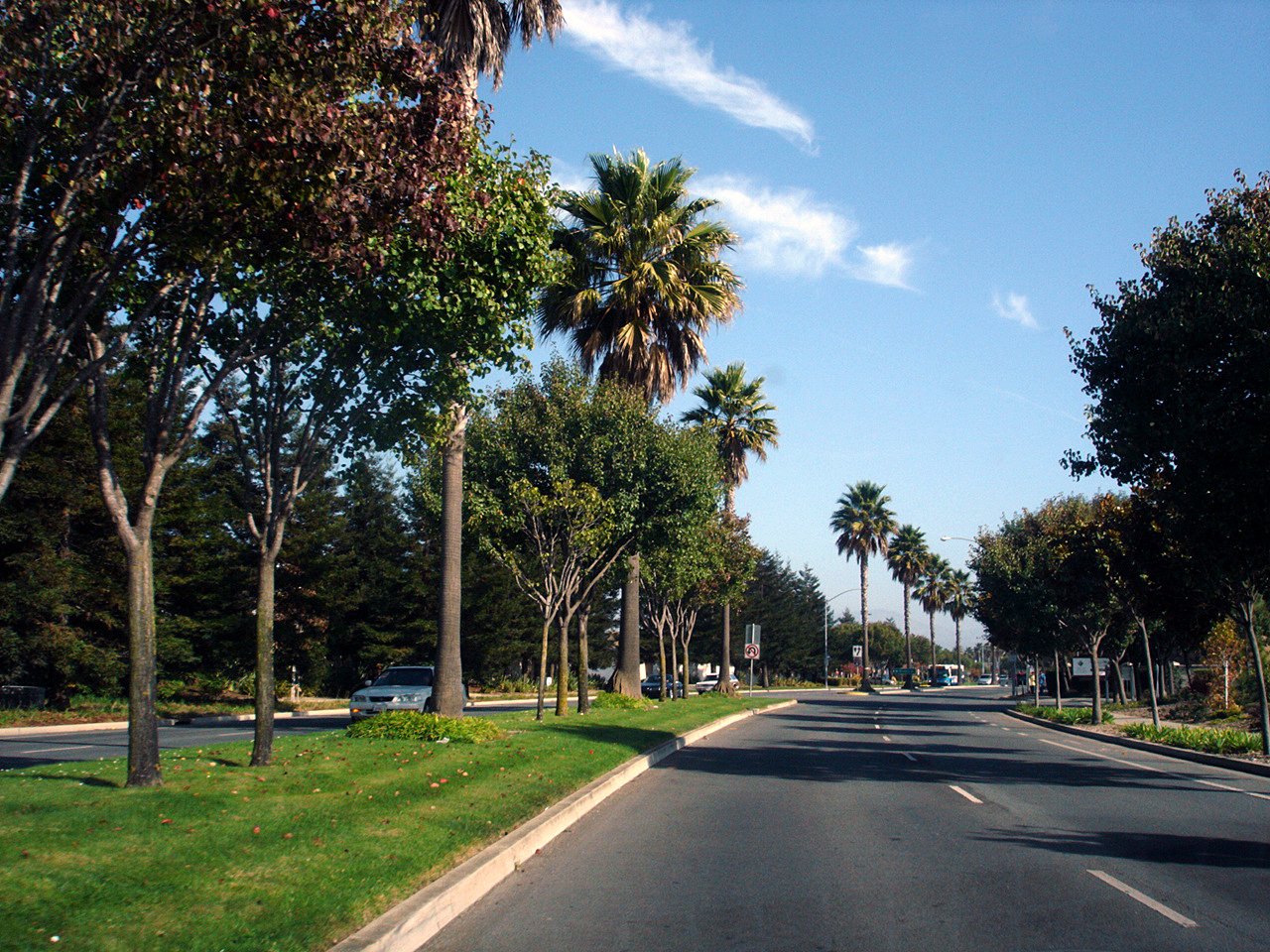
캘리포니아주 살리나스의 하든 파크웨이

공원도로 또는 파크웨이(parkway)는 조경이 잘 된 도로이다. 이 용어는 특히 공원의 도로 또는 트럭 및 기타 대형 차량이 제외되는 공원으로 연결되는 도로에 사용된다.
수년에 걸쳐 다양한 유형의 도로에 파크웨이라는 이름이 붙여졌다. 이 용어는 조경된 중앙값이 있는 2차선만큼 좁은 도시 거리, 넓은 조경된 후퇴 또는 둘 모두를 설명하는 데 사용될 수 있다.
이 용어는 경치가 좋은 고속도로와 보다 일반적으로 접근이 제한된 도로에도 적용되었다. 원래 경치를 즐기며 여가를 즐기기 위한 많은 공원 도로가 주요 도시 및 통근 도로로 발전했다.

## 같이 보기
- 중앙분리대
- 개발제한구역
- 선형공원